# 富蘭克林頓鎮區 (北卡羅萊納州富蘭克林縣)
富蘭克林頓鎮區（英語：Franklinton Township）是位於美國北卡羅萊納州富蘭克林縣的一個鎮區。

## 地方資料
富蘭克林頓鎮區的面積為185.44平方千米，皆為陸地。根據2020年美國人口普查的數據，當地共有人口9615人，而人口密度為每平方千米51.85人。